# Habenaria uncinata
Habenaria uncinata är en orkidéart som beskrevs av Dariusz Lucjan Szlachetko och Tomasz Sebastian Olszewski. Habenaria uncinata ingår i släktet Habenaria och familjen orkidéer. Inga underarter finns listade i Catalogue of Life.